# Battaglia di Micale
La battaglia di Micale fu una delle due principali battaglie che posero fine all'invasione persiana della Grecia, durante le guerre persiane. La battaglia ebbe luogo all'incirca il 27 agosto 479 a.C. sui pendii del monte Micale, nel territorio della Ionia, di fronte all'isola di Samo.
Questa battaglia portò alla distruzione della maggior parte delle forze persiane nella Ionia, così come della loro flotta nel Mediterraneo.
La battaglia di Platea, avvenuta nello stesso giorno sul continente greco, sancì un'altra sconfitta per le forze persiane, che furono costrette a ritirarsi ponendo definitivamente fine al dominio persiano su quest'area.
La battaglia ci è nota attraverso il racconto dello storico greco Erodoto di Alicarnasso.

## Antecedenti
Nella primavera del 479 a.C. molte città della costa ionica cominciarono a rivoltarsi contro i tiranni persiani che le governavano. Non riuscendo però ad opporsi efficacemente alle forze persiane, furono costrette a rivolgersi ai greci del continente per ottenere aiuto. Un incontro venne quindi fissato ad Atene, ed ambasciatori di molte città della Ionia, di Atene e Sparta si incontrarono all'inizio dell'estate. La riunione preoccupò il comandante delle forze persiane in Tessaglia, Mardonio, il quale spedì le condizioni ad Atene, intimando che la città restasse neutrale. Quando Atene rifiutò, la delegazione spartana ritornò alla propria città per iniziare i preparativi per la guerra. Nel frattempo Mardonio decise di attaccare subito Atene, ma i suoi cittadini si erano già ritirati nella vicina Salamina. Pensando che ciò significasse che gli ateniesi erano pronti ad arrendersi, Mardonio rispedì loro le condizioni, che furono nuovamente rifiutate. Gli Spartani si prepararono per la guerra, chiamando a raccolta una forza di 5000 soldati, più 35000 alleati, inviando il comandante Pausania verso l'Istmo. Mardonio lasciò l'Attica e si attestò in Beozia, così il re spartano Leotichida poté avere a disposizione anche la flotta ateniese, posta a difesa dell'isola di Salamina. La flotta greca, composta da 110 navi, prese allora il largo da Delo, dove era posizionata in attesa di ordini affiancata dalle navi ateniesi, per un totale di 250 unità con obiettivo l'isola di Samo.
Qui infatti era all'ancora la flotta persiana ormai solo lo spettro della potente armata di un tempo, rimanevano solo 200 vascelli e per giunta malandati. I loro comandanti Mardonte, Artaunte e Itimidre congedarono le navi fenicie superstiti, rimanendo con i poco affidabili Ioni e Pontici.

## La battaglia
Secondo la versione di Erodoto, i Persiani da Samo decisero di ritirarsi a Micale, nel continente, in modo da poter affrontare i Greci sulla terraferma (dove si ritenevano più forti) e poter utilizzare la fanteria che lì era di stanza. I Persiani potevano contare su un esercito di circa 60000 uomini, comandato da Tigrane. Giunti sulla terraferma, formarono un muro con le loro navi, trascinando le rimanenti sulla spiaggia. Quando la flotta greca arrivò e trovò Samo vuota, iniziò a inseguire i Persiani, credendo che questi stessero fuggendo. I Greci raggiunsero velocemente i Persiani, i quali erano disposti sulla spiaggia, già pronti per la battaglia.
Leotichida, allora, si avvicinò il più possibile alla spiaggia e chiamato un araldo annunciò agli ioni nel campo persiano:
(Erodoto, 9.98)
Dopo di che i Greci iniziarono a sbarcare. I Persiani decisero quindi di disarmare i Sami, temendo potessero rivoltarsi, e mandarono quelli di Mileto a presidiare le strade che portavano alla vetta del Micale, allontanandoli dal campo di battaglia, sempre temendo un tradimento.
Intanto i Greci mentre camminavano sulla spiaggia, trovarono un bastone da araldo e credettero che quello dovesse essere un segnale divino, che ben presto il re spartano interpretandolo come segno di vittoria dei compatrioti nel continente greco, fece divulgare a suoi uomini. Rinvigoriti nel morale, diedero quindi inizio all'attacco:
(Erodoto, 9102)
Gli Ateniesi dopo una breve battaglia, costrinsero i Persiani, guidati da Artaunte, a ritirarsi in una fortezza che avevano costruito poco più a valle. Gli Ateniesi (assieme a sicioni, trezeni e corinzi) li inseguirono e in breve conquistarono pure questo avamposto, dove persero la vita molti generali persiani, tra cui lo stesso Artaunte e Tigrane e lo stratego Perilao di Sicione fra i greci. I Persiani, ormai allo sbando, si diedero quindi alla fuga, ma poco più avanti dovettero affrontare anche i Milesi che avevano prima allontanato. I pochi soldati persiani sopravvissuti giunsero infine alla città di Sardi.
Quando arrivarono anche gli Spartani, il campo persiano fu saccheggiato e le navi persiane arenate furono incendiate.

## Conseguenze
Serse, venuto a conoscenza della sconfitta ottenuta anche in Europa, lasciò quel che rimaneva del suo esercito ad arginare eventuali attacchi e a presidiare l'Anatolia, dirigendosi verso Ecbatana.
Ritornando a Samo i Greci discussero le prossime mosse. Gli Spartani proposero di evacuare le città ioniche, in quanto per loro era impossibile proteggere per sempre gli Ioni, in perenne stato di allerta. Gli Ateniesi, però, si opposero a questo progetto e decisero di far entrare nell'alleanza Samo, Chio, Lesbo e le altre isole che avevano combattuto al fianco dei Greci dopo averle impegnate sotto giuramento a rimanere leali e a non tradire.
L'obiettivo condiviso fu lo stretto, infatti era di primaria importanza toglierne il controllo persiano distruggendone i famosi canapi usati per il ponte di barche sull'Ellesponto. Giunti così a Sesto venne posto l'assedio alla città, che cedette solo a metà inverno e dopo che i peloponnesiaci se ne erano andati. Essi, infatti non erano famosi per la perizia poliorcetica.
La politica appena intrapresa di fratellanza con le colonie ioniche verrà ben presto ripagata con la creazione di una lega guidata da Atene, formando quello che potrebbe essere considerato un vero e proprio impero talassocratico ateniese. Infine, la sempre maggiore indipendenza e il maggior potere acquisito da Atene, sarà la causa scatenante della guerra del Peloponneso.